# 유럽의 공동체

유럽의 공동체 (1973년)

유럽의 공동체(유럽의 共同體, 영어: European Communities, European Community, EC)는 단일 기구로 운영되었던 유럽의 3개의 공동체인 유럽 석탄 철강 공동체(ECSC), 유럽 경제 공동체(EEC), 유럽 원자력 공동체(EURATOM)를 부르는 명칭이다.
1967년에 발효된 합병 조약에 따라 유럽 석탄 철강 공동체, 유럽 경제 공동체, 유럽 원자력 공동체는 단일 기구로 운영되었다. 1993년에 발효된 마스트리히트 조약에 따라 유럽 연합(EU)이 출범하면서 유럽의 여러 공동체는 유럽 연합의 세 개의 기둥의 첫 번째 기둥으로 자리잡았다.
2002년 유럽 석탄 철강 공동체 설립에 관한 내용을 담은 파리 조약이 만료되면서 유럽 석탄 철강 공동체는 유럽 공동체에 합병되었고 2009년 리스본 조약이 발효되면서 유럽 공동체가 소멸되었다. 3개의 공동체 중에서 현재까지 남아 있는 공동체는 유럽 원자력 공동체 뿐이다.

## 같이 보기
- 에너지 공동체

|                   |                      |                                      |                              |                            |                                  |                                  |                      |                |                  |
| 1948 브뤼셀 조약  | 1952 파리 조약       | 1958 로마 조약                       | 1967 합병 조약               | 1987 단일 유럽 의정서      | 1993 마스트리흐트 조약 (EU 설립) | 1993 마스트리흐트 조약 (EU 설립) | 1999 암스테르담 조약 | 2003 니스 조약 | 2009 리스본 조약 |
|                   |                      |                                      | 유럽 원자력 공동체 (EURATOM) |                            |                                  |                                  |                      |                |                  |
|                   |                      | 유럽 석탄 철강 공동체 (ECSC)         | 유럽 석탄 철강 공동체 (ECSC) |                            |                                  |                                  |                      | 유럽 연합 (EU) |                  |
|                   |                      | 유럽 경제 공동체 (EEC)               | 유럽 경제 공동체 (EEC)       | → 세 개 의 기 둥 →         |                                  | 유럽 공동체 (EC)                 | 유럽 공동체 (EC)     | 유럽 연합 (EU) |                  |
|                   | ↑유럽의 공동체↑      | ↑유럽의 공동체↑                      | 사법과 국내 문제 (JHA)       | → 세 개 의 기 둥 →         |                                  | 유럽 공동체 (EC)                 | 유럽 공동체 (EC)     | 유럽 연합 (EU) |                  |
|                   |                      | 경찰 및 사법 협력에 관한 규정 (PJCC) | 사법과 국내 문제 (JHA)       | → 세 개 의 기 둥 →         |                                  |                                  |                      | 유럽 연합 (EU) |                  |
|                   | 유럽 정치 협력 (EPC) | 공동 외교 안보 정책 (CFSP)           | 공동 외교 안보 정책 (CFSP)   | 공동 외교 안보 정책 (CFSP) |                                  |                                  |                      | 유럽 연합 (EU) |                  |
|                   | 유럽 정치 협력 (EPC) |                                      |                              | → 세 개 의 기 둥 →         |                                  |                                  |                      | 유럽 연합 (EU) |                  |
| 서유럽 연합 (WEU) |                      |                                      |                              |                            |                                  |                                  |                      | 유럽 연합 (EU) |                  |
|                   |                      |                                      |                              |                            |                                  |                                  |                      |                |                  |